# 崇德居
崇德居位於臺灣新北市三重區後竹圍街及自強路口，在吉慶居因為道路拓寬而被拆毀後，成為三重地區唯一保存完整的傳統民居。因屋主為林氏家族，所以又稱「林氏古厝」或「林家古厝」。雖然有林家成員建議將崇德居拆掉以開發獲利，但屋主林瑞昌仍堅持保存崇德居。至2016年為止多數持有人計畫將崇德居保留，唯剩餘周邊空地將活化利用，並利用土地租金所得提列一部分作為修繕基金，閒置空地被占用的問題將是目前待解決的主要問題。

## 沿革
崇德居興建於臺灣日治時期的大正十四年（1925年），創建者為林建立。當時林氏家族在三重經營香花生意，頗有成就。而在同族的仕紳林清敦倡議重修先嗇宮後，擔任重建籌備委員的林建立也著手崇德居的興建工程。
為了興建這間房子，林建立聘請修築先嗇宮的師傅來建造大廳，大木工匠是由師承自吳海桐的吳阿桂，彩繪由洪寶真繪製，剪黏則由陳天乞製作。此外在工程接近尾聲時，大木工匠吳阿桂與林建立之女林洽結婚，入贅成了林家女婿。由於吳阿桂成了林家人，而剪黏師傅陳天乞又與吳阿桂關係宛如兄弟一般，故崇德居製作得相當精美，被說是「匠師送給自家人的禮物」。

## 建築
崇德居佔地600多坪，使用福杉與TR磚建成，為一間單進雙護龍的三合院。除了中間的公媽廳之外，正身左右兩邊各有3間主客房，東西廂（護龍）各有4間，共14間房，與「德」字14劃相合。由於當時林建立之母篤信佛教，林建立為了給母親一個寧靜清幽的環境，所以特意將崇德居打造出「寺廟」的風格。